# Црни бомбардер
„Црни бомбардер“ је српски филм редитеља Дарка Бајића из 1992. године који се бави приликама у хипотетичкој Србији којом управља диктаторско-милицијски режим. Фабула је заснована на хипотетичким догађајима у Србији 1999. године.

## Радња
„Црни“ је водитељ на радио станици БООМ-92, која поседује само један микрофон и много бубашваба. С обзиром да нема длаке на језику постао је врло славан. Кроз доживљаје са Луном, „откаченом” певачицом гаражне рок-групе, тражи себе. У психоделичној вишестраначкој земљи која је на ивици анархије њих двоје живе на једини могући начин, као борци. „Црни“ одлучује да направи своју радио станицу „Црни бомбардер“. Док јури кроз град праћен клицањем својих слушалаца – навијача и бежи од инспектора Бешевића „Црни“ постаје јунак. 
БООМ-92 је врло јасна метафора за београдску радио-станицу Б 92.
"Црни" зна да му не треба живот од хиљаду година, ни пут у свемир. Он је човек-метеор, херој за један дан.
"Црни" којег игра Драган Бјелогрлић је у филму успео да унесе став и продорност. Тако је и створио јединствени лик бунтовника. Оно што би фалило опису оваквог главног лика који диже револуцију 90-их година јесте rock and roll. "Жена змај са гитаром" уноси експлозивност управо кроз музичку целину. Њен лик тумачи Аница Добра и право ће Луна мењати улогу Црног и градити комплексност његовог лика.

## Улоге
| Глумац                | Улога                               |
| --------------------- | ----------------------------------- |
| Драган Бјелогрлић     | Црни                                |
| Аница Добра           | Луна                                |
| Петар Божовић         | инспектор Бешевић                   |
| Срђан Жика Тодоровић  | Флека                               |
| Жарко Лаушевић        | Шмајсер                             |
| Драган Максимовић     | Психо                               |
| Небојша Бакочевић     | Куглица                             |
| Данило Бата Стојковић | председник/диктатор Богдан Марковић |
| Богдан Диклић         | шеф                                 |
| Катарина Жутић        | ДДТ                                 |
| Драган Јовановић      | Бомбаш                              |
| Борис Миливојевић     | ди-џеј Брзи                         |
| Богдан Тирнанић       | кандидат опозиције Србољуб Вукотић  |
| Жељко Митровић        | Марсовац                            |
| Предраг Лаковић       | газда                               |
| Горан Радаковић       | Васке                               |
| Ненад Рацковић        | Зомби                               |
| Даница Радуловић      | Опасна                              |

## Музика
Борба младих у филму "Црни бомбардер" изражена је кроз музику, слогу и страст. Радио антена је њихов једини глас која, иако илегална, успева да пошаље те опасне фреквенције међу масу.
Музика у филму "Црни бомбардер" је позната колико и филм. Ти хитови се још увек слушају и и даље су популарни. Једна од упамћених песама је остала нумера Свечане беле кошуље.  Уметност, а у овом случају музика, је најјаче оружје сваке здраве револуције против терора. Текстови песама из филма "Црни бомбардер" могу се анализирати као израз здравог човека који тежи животу у нормалној средини. У њима има и беса али и снаге и воље за слободом. Неки од хитова су још и Ходам сад као зомби, Мјау, мјау, Не могу да се не осврнем...

## Награде
- Награду за најбољи сценарио на Фестивалу филмског сценарија у Врњачкој Бањи 1992.[4]
- Награду за најбољи Глумачки пар године по избору читалаца ТВ Новости добили су Аница Добра за улогу Луне и Драган Бјелогрлић за улогу Црног на Филмским сусретима у Нишу 1993. године.[5]